# Лудовиси (Џорџија)
Лудовиси (енгл. Ludowici) град је у америчкој савезној држави Џорџија. По попису становништва из 2010. у њему је живело 1.703 становника.

## Демографија
Према попису становништва из 2010. у граду је живело 1.703 становника, што је 263 (18,3%) становника више него 2000. године.
| Група             | 2000.         | 2010.         |
| Белци             | 1.037 (72,0%) | 1.028 (60,4%) |
| Афроамериканци    | 343 (23,8%)   | 545 (32,0%)   |
| Азијати           | 2 (0,1%)      | 8 (0,5%)      |
| Хиспаноамериканци | 33 (2,3%)     | 66 (3,9%)     |
| Укупно            | 1.440         | 1.703         |